# Laurence O'Fuarain
Laurence O'Fuarain (Dublín, Irlanda, 24 de abril de 1990) es un actor irlandés conocido por sus papeles en la quinta temporada de Game of Thrones (2015), Rebellion (2016), la quinta temporada de Vikings (2017) e Into the Badlands (2017). En la miniserie de Netflix de 2022, The Witcher: Blood Origin, interpreta a Fjall, el guerrero.

## Biografía
Laurence O'Fuarain estudió publicidad y marketing en el Institute of Technology, Tallaght, cuando por casualidad se involucró en la realización de algunos cortometrajes de los cuales disfrutó. Tras una exitosa audición para unirse a la Academia Bow Street, decidió dejar el ITT para concentrarse en la actuación. En 2014 se graduó del Programa de Actuación en Pantalla en la Academia Bow Street en Dublín y perteneció al mismo grupo de exalumnos que Niamh Algar. En su tiempo libre, es un apasionado de la pesca.

### Carrera
En 2015, justo después de salir de la academia, hizo su debut cinematográfico en la película irlandesa The Limit Of, aunque esta no se estrenó hasta 2018. Posteriormente, obtuvo pequeños roles en The Secret Scripture (2016) y en un episodio de la quinta temporada de Game of Thrones. En ese mismo año, consiguió un papel recurrente como Desmond Byrne en la serie Rebellion. En 2017 tuvo participaciones menores en la quinta temporada de Vikings y en Into the Badlands. En 2018, interpretó el papel de Vern en la película Viking Destiny, donde actuó junto a Terrance Stamp y Will Mellor, interpretó a Kevin Gunn en Don't Go y también formó parte en el elenco de Black '47.
En agosto de 2021 comenzó a filmar la miniserie de Netflix The Witcher: Blood Origin, ambientada 1200 años antes de los eventos de The Witcher, donde interpreta a Fjall, miembro de un clan de guerreros comprometidos a proteger a un rey en una búsqueda de redención. El elenco incluye a Lenny Henry, Mirren Mack y Michelle Yeoh. The Witcher: Blood Origin se estrenó en Netflix el 25 de diciembre de 2022.

## Filmografía

### Cine
| Año  | Título               | Papel                            | Notas        |
| ---- | -------------------- | -------------------------------- | ------------ |
| 2015 | A Breath             | Hijo                             | Cortometraje |
| 2016 | The Secret Scripture | Detective                        | Película     |
| 2018 | VNulo                | Hombre                           | Cortometraje |
| 2018 | The Limit Of         | James Allen                      | [ 8 ]        |
| 2018 | Viking Destiny       | James Allen                      | Película     |
| 2018 | Don't Go             | Kevin Gunne                      | Película     |
| 2018 | Negro '47            | Suboficial Adjunto de la Policía |              |
| 2021 | Who We Love          | Joe                              | Película     |
| TBA  | Creepers             | Balenger                         | Película     |

### Televisión
| Año  | Título                    | Papel         | Notas                                                                |
| ---- | ------------------------- | ------------- | -------------------------------------------------------------------- |
| 2015 | Red Rock                  | Jacko Jones   | 2 episodios - 1.19 y 1.20                                            |
| 2015 | Game of Thrones           | Simpson       | Temporada 5 - episodio 10 - "Mother's Mercy"                         |
| 2016 | Can't Cope, Won't Cope    | Lorcan        | 4 episodios                                                          |
| 2016 | Rebellion                 | Desmond Byrne | 4 episodios - "The Reckoning", "Surrender", "Under Siege", "To Arms" |
| 2017 | Vikings                   | Hakon         | Temporada 5 - episodio 6 - "The Message"                             |
| 2017 | Into the Badlands         | Bowler Hat    | Capítulo XVI: "Wolf's Breath, Dragon Fire"                           |
| 2022 | The Witcher: Blood Origin | Fjall         | 4 episodios                                                          |